# بلانكا فاريلا
بلانكا فاريلا (بالإسبانية: Blanca Varela)‏ هي كاتِبة وشاعرة بيروفية، ولدت في 10 أغسطس 1926 في ليما في بيرو، وتوفي بنفس المكان في 12 مارس 2009.